# Spiridon Neven DuMont
Spiridon Neven DuMont, Geburtsname Markus Alfred Neven DuMont (* 3. März 1967 in Köln; † 28. Oktober 1995), war ein deutscher Fotograf, Videokünstler und Maler.

## Leben
Markus Neven DuMont wurde als ältester Sohn des Verlegers Alfred Neven DuMont und seiner Frau Hedwig (geb. von Auersperg) am 3. März 1967 in Köln geboren. Nach dem Abschluss der Schulausbildung absolvierte er 1986 ein dreimonatiges Praktikum bei der New Yorker Fotografin Nancy Rudolph.
Im Jahr 1987 begann er Philosophie und Politikwissenschaft an der Universität zu Köln zu studieren. Entgegen der Familientradition begann er sich in der Folgezeit zunehmend für Fotografie und Malerei zu interessieren. Im Jahr 1988 absolvierte er ein fünfmonatiges Praktikum Kunst am Bau in Galisteo (New Mexico). Im folgenden Jahr ging er als Assistent in das Fotoatelier von Michael Friedel nach München.
Als erste umfangreiche, eigenständige Arbeit schuf er 1990 ein Video- und Fototagebuch von einer Segelreise von den Grand Cayman-Inseln zum Mittelmeer. Im gleichen Jahr stellte er seine Werke in der Münchener Galerie Kunst und Kommunikation und im Bauhaus-Café in Köln aus.
Im Jahr 1991 arbeitete er gemeinsam mit dem Komponisten Simon Stockhausen an dem Kunstprojekt Die Annäherung des Bildes und der Töne. In dieser Zeit begann er mit genreübergreifenden Collagen, Foto- und Video-Experimenten. Zu seinen Studien gehörte auch der Besuch eines Seminars für Ausdruckstanz und Versuche einer Video-Bearbeitung bei der Choreographin Keriac in San Francisco im Jahr 1992. Am 16. November 1992 fand im Kölner Theater Senftöpfchen die Aufführung des Kunstprojektes Eine Art Kommunikation – Die Annäherung von Bild und Sound statt. Gleichzeitig arbeitete er 1992 an der Gemäldeserie Space in Space. An seinem Filmprojekt Bewegung in Landschaftsbildern von Grau bis Tropisch-Grün arbeitete Neven DuMont im Winter 1992 / 1993 in Deutschland, Belize und Spanien. Im Jahr 1993 setzte er die Videoarbeiten zum Thema Ausdruckstanz weiter fort und es entstanden die Videos Bewegung I bis V. Gleichzeitig begann er mit der Arbeit am Gemälde- und Videozyklus Space in Space, die 1994 beendet wurde.

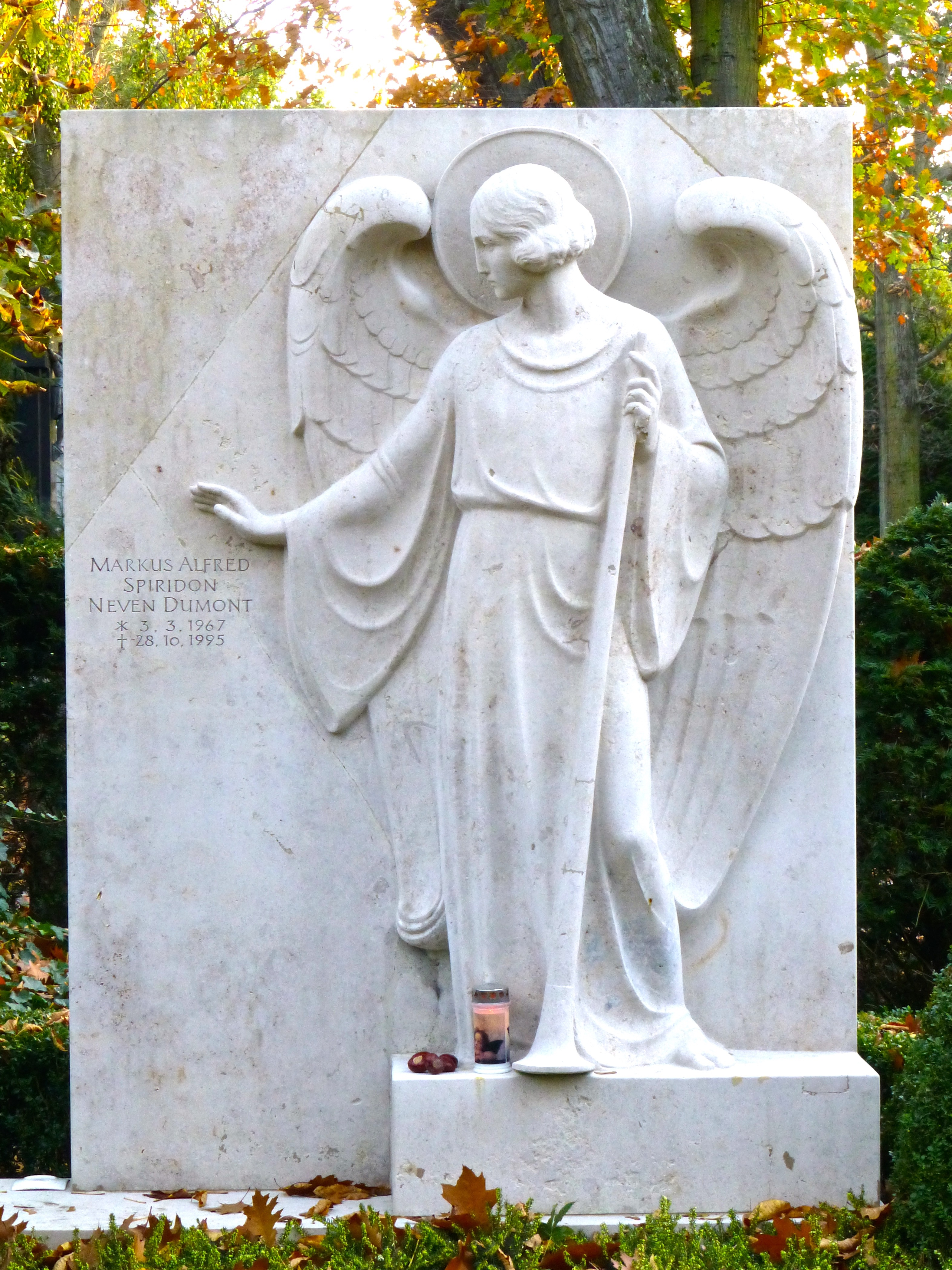
Grabstätte auf dem Melaten-Friedhof

Im Jahr 1995 setzte er seine Arbeit an Collagen fort und experimentierte an einer künstlerischen Symbiose zwischen Computer-Fotografie und Malerei. In diesem Jahr vollendete er den Zyklus Leichtigkeit des Seins. Im September 1995 begann er mit einem Studium an der Kunsthochschule für Medien in Köln. Im Herbst 1995 wurden Werke von Spiridon Neven DuMont in einer Einzelausstellung im Marmorpalast des Staatlichen Russischen Museums in Sankt Petersburg gezeigt. Die Ausstellung wurde von Karl Ruhrberg kuratiert.
Drogenabhängig geworden, verstarb Spiridon Neven DuMont 1995 im Alter von 28 Jahren und wurde auf dem Kölner Melaten-Friedhof (MA zur Flur 69) beerdigt. Er hinterließ trotz einer nur fünfjährigen künstlerischen Schaffensperiode ein umfangreiches Werk aus Fotografie, Zeichnung, Malerei und genreübergreifenden Collagen.
Seine Eltern Alfred und Hedwig Neven DuMont stifteten 1998 als Andenken an den Sohn den Spiridon-Neven-DuMont-Preis für herausragende künstlerische Leistungen an der Kölner Kunsthochschule für Medien.
Nach seinem Tod wurden seine Werke in Retrospektiven in Tübingen, Bielefeld und Halle gezeigt.

## Ausstellungen
- 1990: Galerie „Kunst und Kommunikation“, München
- 1990: Bauhaus-Café, Köln.
- 1993: Galerie Pool + Grünecke, Köln. Ja zum Dialog, Ebbe und Flut, gemeinsam mit Wulf Sicher
- 1993: Biennale Venedig, Kurzperformances
- 1994: DuMont-Kunsthalle, Köln
- 1995: Marmorpalast, St. Petersburg, kuratiert von Karl Ruhrberg[6]
- 2002: Complesso del Vittoriano, Rom
- 2005: Kunsthalle Tübingen, kuratiert von Götz Adriani[7]
- 2008: Galerie Samuelis Baumgarte, Bielefeld[8]
- 2010: Kunstverein Talstraße, Halle (Saale)[9]

## Arbeiten (Auswahl)
- 1991: Die Annäherung des Bildes und der Töne
- 1992: Eine Art Kommunikation – Die Annäherung von Bild und Sound
- 1992–1994: Space in Space
- 1993: Bewegung in Landschaftsbildern von Grau bis Tropisch-Grün
- 1994: Videoclips mit Simon Stockhausen
- 1994: Video Feuer – Wasser
- 1994: Underground New York
- 1994: Videoseminar für Ausdruckstanz mit Mark Thomkins
- 1995: Zyklus Leichtigkeit des Seins